# BrewDog
BrewDog — многонациональная сеть пивоварен и пабов,
Была основана в 2007 году Джеймсом Уоттом и Мартином Дики, которые вместе владеют 46 % акций компании.
Штаб-квартира расположена в Эллоне, Шотландия.
У компании около 100 баров по всему миру (по данным на 2021 год), фирменное крафтовое пиво продается в крупных супермаркетах Великобритании, в магазинах и ресторанах за рубежом.

## Продукция
BrewDog производит различные виды эля и лагер.
В линейке BrewDog имеются бренды:
Elvis Juice (грейпфрутовый IPA),
Clockwork Tangerine (цитрусовый сессионный IPA),
Layer Cake (шоколадный стаут с маршмэллоу)
и другие.
В июне 2010 года BrewDog выпустили пиво The End Of History с содержанием алкоголя 55°, бутылки которого были помещены в чучела горностаев или серых белок.
В 2019 году бренд Punk IPA был самым продаваемым крафтовым пивом в Великобритании.

## История

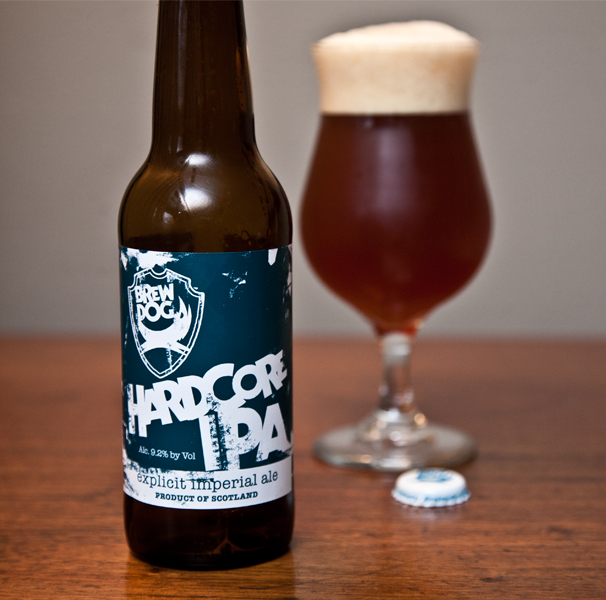
Hardcore IPA от BrewDog

BrewDog была основана во Фрейзерборо в 2007 году Джеймсом Уоттом и Мартином Дики.
В 2009 году BrewDog приобрел первый бар в соседнем Абердине. По состоянию на конец 2018 года компания и её франчайзи управляли 78 барами по всему миру.
В 2011 году BrewDog был назван одним из главных двигателей кампании за новые стандарты в отношении пива в Великобритании, которые был приняты в 2011 году. В 2011 году компания также предложила краудфандинговые акции на общую сумму 2 млн фунтов стерлингов, что эквивалентно 8 % капитала компании. Акции были проданы по цене 23,75 фунта стерлингов и сопровождались рядом бонусов, таких как скидки в барах и при покупке пива через интернет, а также возможность присутствовать на годовом собрании акционеров.

Основная пивоварня переехала из Фрейзерборо в соседний Эллон в 2012 году; в 2014 году компания прекратила свою деятельность во Фрейзерборо.

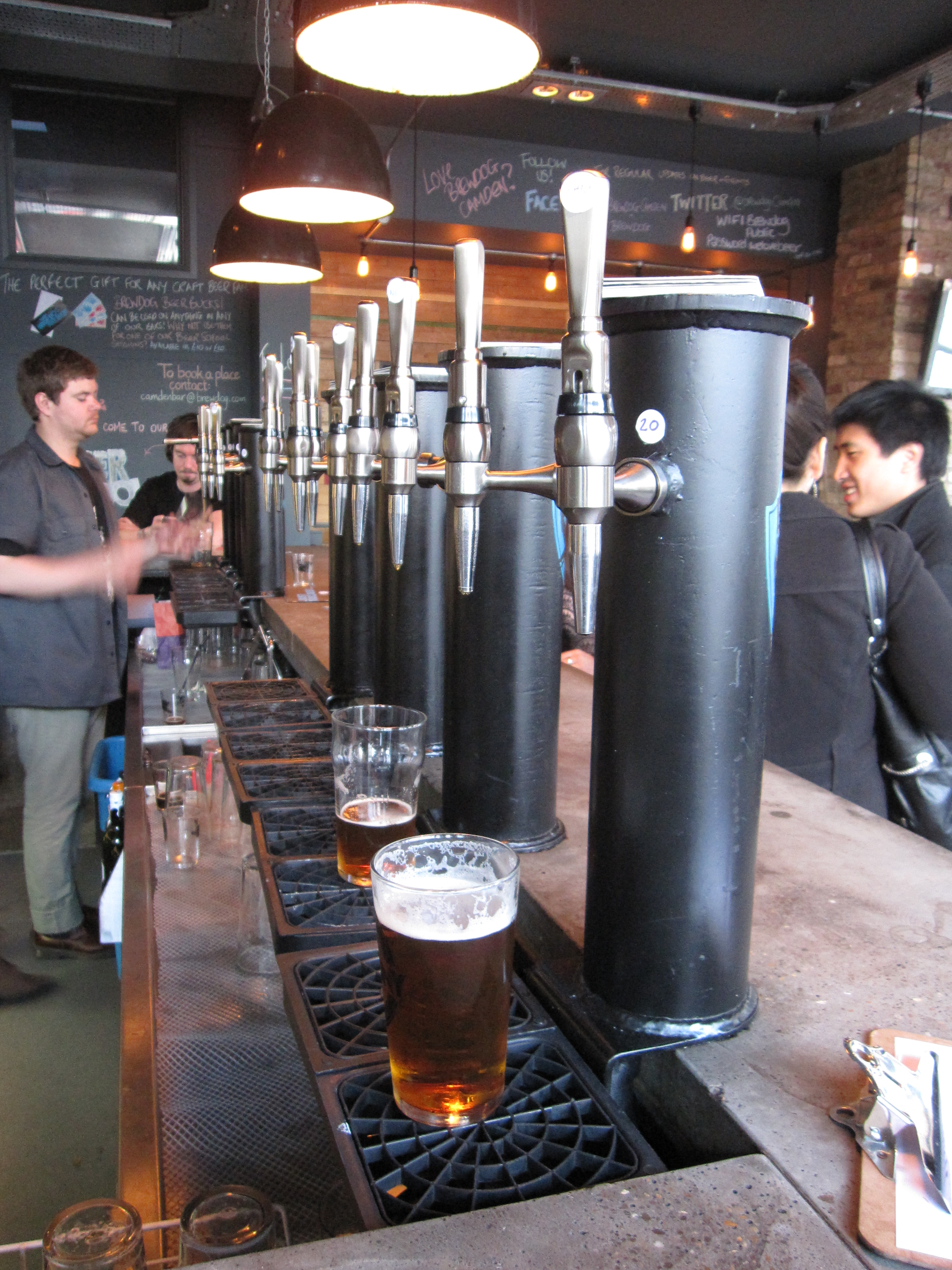
Бар BrewDog в Камдене

В марте 2015 года BrewDog получила 1,5 миллиона фунтов стерлингов в рамках региональной помощи. В том же месяце компания объявила о планах увеличить штат на 130 человек
В феврале 2016 года, BrewDog раскрыла и обнародовала рецепты своего пива.
Частная инвестиционная компания TSG Consumer Partners приобрела 22 % акций компании примерно за 213 млн фунтов стерлингов в апреле 2017 года.
В феврале 2018 года BrewDog объявила, что планирует построить пивоварню и бар стоимостью 30 миллионов долларов в Брисбене, Австралия.
В ноябре 2019 года компания объявила, что расширит свое присутствие в США за счет нового завода. В декабре 2019 BrewDog открыла свой первый бар в Ирландии.
В январе 2020 года BrewDog открыл свой первый безалкогольный бар в Лондоне. Во время пандемии COVID-19 компания BrewDog перешла на производство спиртов, чтобы производить и бесплатно поставлять дезинфицирующее средство для рук в местные больницы и благотворительные организации.
Компания известна своим агрессивным маркетингом (руководителям компании Ватту и Дики приходилось приносить публичные извинения: в 2017 году бренд обвинили в нарушении авторских прав при эксплуатации образа панков, в 2018 году пивоварню упрекнули в сексизме после рекламной кампании под лозунгом «пиво для девочек» для крафтового Punk IPA) и управлением.